# Esparreguera (kommunhuvudort)
Esparreguera är en kommunhuvudort i Spanien.   Den ligger i provinsen Província de Barcelona och regionen Katalonien, i den östra delen av landet, 500 km öster om huvudstaden Madrid. Esparreguera ligger 184 meter över havet och antalet invånare är 21 855.
Terrängen runt Esparreguera är kuperad norrut, men söderut är den platt.Runt Esparreguera är det tätbefolkat, med 613 invånare per kvadratkilometer. Närmaste större samhälle är Terrassa, 12,6 km öster om Esparreguera. 